# فيبي لايسنس
فيبي فيكتوريا لايسنس (مواليد 20 أغسطس 1999) هي لاعبة كرة قدم محترفة تلعب في مركز خط الوسط ضمن صفوف فريق Flagler Saints الأمريكي لكرة القدم الجامعية. كما لعبت سابقًا لفريق إكستر سيتي في إنجلترا. وُلدت في البحرين لأبوين إنجليزيين، وهي تمثل منتخب البحرين الوطني للسيدات.

## الحياة الشخصية
وُلدت لايسنس في المنامة، البحرين، لوالديها الإنجليزيين سايمون وجين لايسنس. لديها شقيقان أكبر منها، سيب وتوأمها ويليام لايسنس، الذي تنسب إليه الفضل في شغفها بكرة القدم. تخرجت من كلية الملك، تونتون.

## المسيرة مع الأندية
لعبت لايسنس لفريق إكستر سيتي لكرة القدم للسيدات في دوري الاتحاد الإنجليزي الوطني لكرة القدم للسيدات القسم الجنوبي الغربي.

## المسيرة الدولية
خاضت لايسنس أول مباراة دولية لها مع منتخب البحرين للسيدات في 22 مايو 2013، خلال تصفيات كأس آسيا للسيدات 2014 ضد فيتنام. كما شاركت في بطولة اتحاد غرب آسيا للسيدات 2019 التي أُقيمت في البحرين، حيث سجلت هدفًا أثناء مباراة الفوز في دور المجموعات ضد لبنان.

## الأهداف الدولية
| رقم | التاريخ        | الملعب                                  | المنافس   | النتيجة قبل الهدف | النتيجة النهائية | المسابقة                          |
| --- | -------------- | --------------------------------------- | --------- | ----------------- | ---------------- | --------------------------------- |
| 1   | 20 فبراير 2015 | ملعب خليفة الرياضي، مدينة عيسى، البحرين | هونغ كونغ | –                 | 2–4              | مباراة ودية                       |
| 2   | 18 مارس 2015   | ملعب بافوس، بافوس، قبرص                 | لبنان     | 3–1               | 3–1              | كأس أفروديت للسيدات               |
| 3   | 7 يناير 2019   | ملعب المحرق، المحرق، البحرين            | لبنان     | 1–1               | 3–2              | بطولة اتحاد غرب آسيا للسيدات 2019 |

## وصلات خارجية
- "Phoebe Licence". Global Sports Archive. مؤرشف من الأصل في 2025-01-21.